# Calvari (la Sénia)
Calvari és una obra de la Sénia (Montsià) inclosa a l'Inventari del Patrimoni Arquitectònic de Catalunya.

## Descripció
Calvari del poble, on es resa el viacrucis el Dijous Sant. Situat sobre un petit turó. Recinte de perímetre poligonal delimitat per un mur de maçoneria. Interessa la portada, d'un barroc popular malgrat portar la data avançada de 1790. Llinda formada amb tres blocs de pedra amb perfil interior mixtilini, sobre ella coronament també mixtilini amb petita fornícula en el capcir, dues esferes de pedra sobre basament en els extrems i una creu, avui caiguda, en el centre. A l'interior, petites capelles amb les escenes de la Passió de Crist en forma de pilars quadrats de totxo amb la capelleta a la part superior coberta a dues vessants amb rajola de terrat; les escenes es representen mitjançant quatre manises de València, el dibuix de les escenes sembla recent.

## Història
A la part superior de la portalada, sota una creu, hi ha gravada la data de 1790, referida probablement a la data d'acabament del conjunt. Degué aixecar-se més o menys contemporàniament a l'església parroquial, ja que la data més tardana que hi trobem és la de 1767. Les capelles del viacrucis són posteriors al mur exterior. Probablement es van aixecar després de la Guerra Civil, així com els bancs de maçoneria que divideixen l'itinerari de la processó.